# Прилуки (ракетный катер)
«Прилу́ки» (б/н U153) — ракетный катер проекта 206-МР (шифр «Вихрь», англ. Matka class по классификации НАТО) Черноморского флота ВМФ СССР, а с 1996 года — Военно-морских cил Украины.

## История службы

### СССР
Ракетный катер «Прилуки» был спущен на воду 30 ноября 1979 года на Средне-Невском судостроительном заводе и получил бортовой номер Р-262 (заводской № 247). До 30 декабря 1995 года находился в составе в состав 296-го дивизиона малых ракетных кораблей 41-й бригады ракетных катеров Черноморского флота СССР, базировавшихся в посёлке Черноморское. В августе 1985 года катер был выведен в резерв на консервацию.

### Украина
В феврале 1996 года, согласно украинскому-российским соглашением о параметрах раздела Черноморского флота ракетный катер был передан в состав Военно-морских сил Украины, где получил название «Прилуки» и бортовой номер U153.
В составе Военно-морских cил Украины катер неоднократно принимал участие в артиллерийских и ракетных стрельбах, учениях «Си Бриз», «Фарватер мира», BLACKSEAFOR, парадах в честь Военно-морских cил Украины и Черноморского флота России, а также сборах-походах украинских кораблей.
20 марта 2014 года на катере был спущен флаг ВМС Украины и поднят флаг ВМФ России, а сам катер отбуксирован в Карантинную бухту Севастополя. 11 апреля того же года катер был выведен из Севастополя российскими буксирами за пределы 12-мильной территориальной зоны и передан Украине. Вновь был введён в Военно-морские cилы Украины с базированием в Одессе.
В 2015 году участвовал в «Си-Бриз 2015», после чего встал на ремонт, продлившийся до 2016 года.
Состоит в составе 30-го дивизиона надводних кораблей, до 2018 года именовавшегося 1-я бригада надводных кораблей. В 2018 году с катера были демонтированы ПКР «Термит», и на него планировалось установить противокорабельные крылатые ракеты «Нептун» украинского конструкторского бюро «Луч».